# Hellanodikové

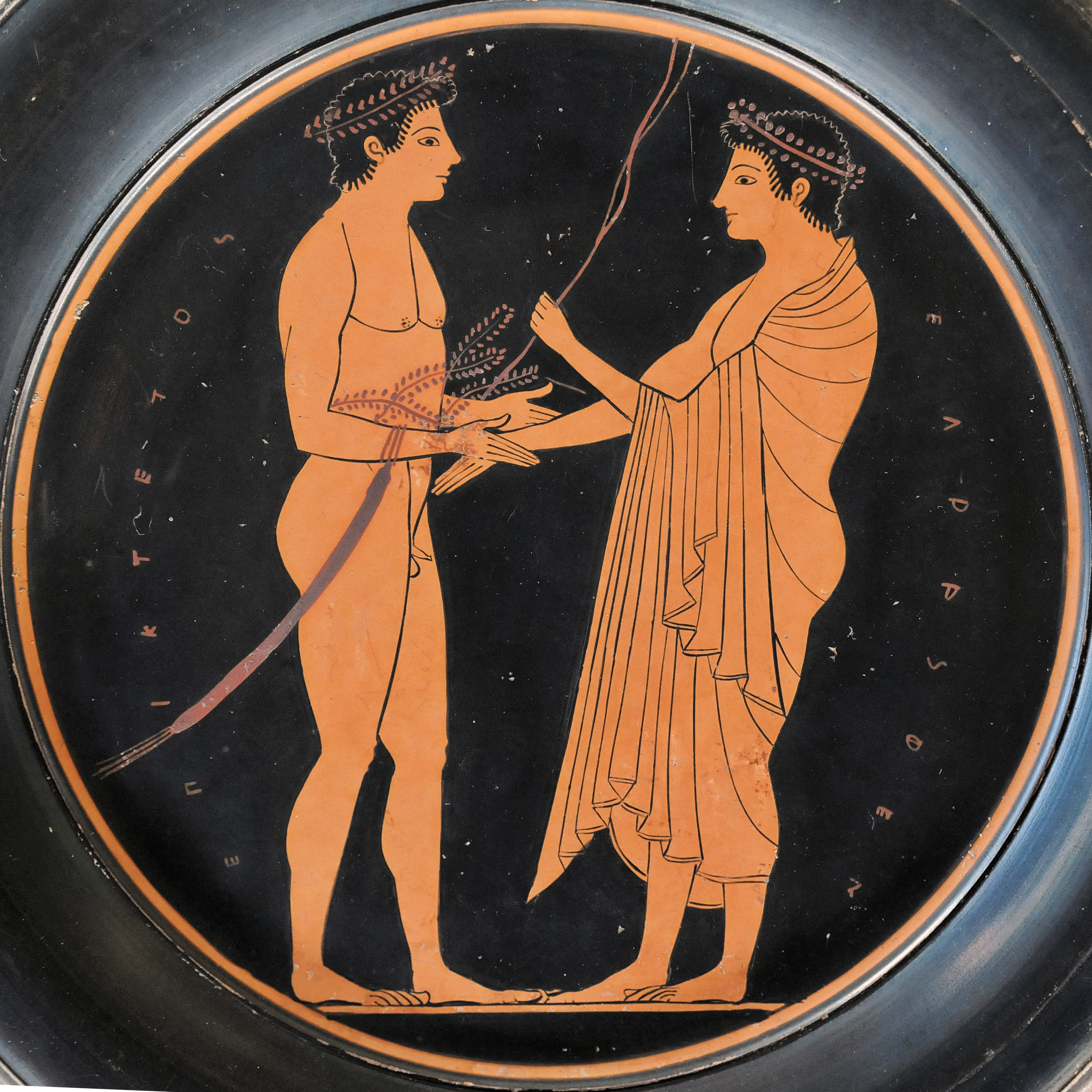
Nejstarší helladonik tzv. Athlothetés předává vítězi palmovou ratolest a olivový věnec, antická miska, cca 520 - 510 před Kr.

Hellanodikové (od starořecky Ἑλλανοδίκαι–Hellanodikai) byli zvláštní funkcionáři pověřeni uspořádáním a vedením olympijských a nemejských her v starověkém Řecku.
Olympijské hry se podle tradice poprvé konaly v roce 776 př. n. l. a pořádány byly Éliďany, resp. jejich vládou. Dokud byla Élida královstvím, olympijské hry řídil král. Po jejím zrušení, přešla tato funkce na vládu, kterou tvořili nejbohatší élidští aristokraté.
Hellanodikové se poprvé objevili v Olympii na 49. hrách v roce 584 před Kr. Byli to dva, podle Pausania, losem zvolení vysocí Eliďané, kteří přišli na hry v královském purpurovém rouchu. Jejich počet se pak během trvání olympijských her postupně zvyšoval a v roce 400 př. n. l. jich bylo devět, třem z nich připadly na starost jezdecké disciplíny, dalším třem dozor nad pětiboji a poslední tři dohlíželi na atletické závody. V roce 392 před Kr. k nim přibyl desátý tzv. Athlothetés (byl z nich vždy nejstarší a uděloval ceny vítězům), do války s Arkadií v roce 364 před Kr. se jejich počet zvýšil na dvanáct a po válce klesl na osm, na 108. hrách v roce 348 před Kr. jich bylo deset a tento počet se pravděpodobně dlouho nezměnil, neboť ještě v druhém století Pausanias uvádí stejný počet.
Hellanodikové byli podle doslovného překladu "Řečtí soudci". Jejich funkce se ale na hrách neomezovala jen na rozhodování. Z pověření élidské vlády byli na hrách hlavním řídícím orgánem, který pořádal a vedl hry, a ve sféře své kompetence měli téměř absolutní moc. Kompetence hellanodiků byla široká. Už při nástupu sportovců na hry, rozhodovali o jejich připuštění či nepřipuštění, a to podle jejich osobních a sportovních předpokladů, které získali hlavně ze svých vlastních poznatků při jejich předolympijském soustředění. Podle tělesné vyspělosti určovali, kteří závodníci se zúčastní her jako dorostenci a kteří se zařadí mezi muže. Byli strážci posvátného míru, který zajišťovali na hrách v Olympii prostřednictvím zvláštních orgánů. Otevírali olympijský průvod, účastnili se na olympijské přísahy (přísahu skládali hellanodikové i soutěžící) a při závodech byli rozhodčími, vyhlašovateli výsledků a předávali ceny vítězům. Byli rovněž oprávněni trestat závodníky, kteří porušili pravidla, uložením tělesných trestů, peněžními pokutami a při vážných prohřešcích i vyloučením z her. Rozhodovat ale museli spravedlivě a na odborné úrovni. Rozhodnutí, které vyhlásili byla nezměnitelná a konečná.
Do kompetence hellanodiků nepatřilo rozhodování o obsahu her a pravidel jednotlivých disciplín. O sportovní náplni her, pořadí závodů a o jejich pravidlech rozhodovala komise tzv. Nomofylaků (dozorců nad zákony), podřízených élidské vládě. Nomofylakové mohli změny pravidel jednotlivých her zavést pouze během přípravného období, do jejich průběhu už nezasahovali. Mezi jejich hlavní úkoly patřilo také instruování hellanodiků, jak mají postupovat při výkonu své funkce. Tato instruktáž byla zavedena při 75. hrách v roce 480 př. n. l. a trvala deset měsíců. Během tohoto období hellanodikové bydleli v olympijské budově zvané Hellanodikaión. Nomofylakové se při výuce mohli opírat jen o nepsané zvyky (nomos - zákon ale i zvyk), kterých bylo mnoho a proto byla výuka hellanodiků tak dlouhá. Hellanodikové museli tato pravidla dokonale ovládat, aby mohli správně rozhodovat.
Funkce hellanodiků byla původně doživotní a dědičná. Po reformě v roce 480 před Kr. byla zavedena jejich volba a jejich působnost se omezila na jedny hry. I proto byla potřebná jejich instruktáž. Kandidovat a navrhovat kandidáty na tuto funkci mohli všichni élidští občané. Na rozhodnutí hellanodiků si závodníci mohli stěžovat na nejvyšší orgán olympijských her, kterým byla "Rada Éliďanů", tj. élidská vláda. Rada již neměla právo oficiální výsledky a rozhodnutí změnit, ale mohla hellanodiky potrestat. Zpráv o stížnostech sportovců se zachovalo jen několik a kromě jediného případu z roku 396 před Kr., kdy rada uložila hellanodikům peněžitý trest, dopadly v neprospěch stěžovatelů. Čestnost, nestrannost a nepodplatitelnost hellanodiků byla starověkými autory vysoce vyzdvihovaná.
Mezi pomocníky hellanodiků na hrách patřili alytarchové (strážci pořádku), kteří měli na starosti veřejnou bezpečnost a výkon uložených trestů. Jelikož se na půdu Olympie nesmělo vstoupit se zbraní, jejich sbor sestával pouze z mastigoforů (nosičů bičů) a rabdúchů (nosičů holí). Za prohřešky tak mohli potrestat jakéhokoliv svobodného Řeka, zbičováním nebo zbitím holí, což se považovalo za největší potupu a s výjimkou Olympie se to podle práva nikde nedovolovalo. Helladonikové měli na hrách i pomocné rozhodčí, kteří jim asistovali. Jak ukázal čas hellanodikové svou funkci zvládali velmi dobře a bez nich by se chod olympijských her určitě neobešel. Tímto úkolem byli na nemejských hrách pověřeni hodnostáři, kteří se podle vzoru z Olympie také nazývali hellanodikové.